# Amand von Schweiger-Lerchenfeld

Amand von Schweiger-Lerchenfeld

Amand Schweiger Freiherr von Lerchenfeld, auch Amand von Schweiger-Lerchenfeld (* 17. Mai 1846 in Wien; † 24. August 1910 ebenda), war ein österreichischer Offizier, Journalist und Reiseschriftsteller, der vor allem für seine landeskundlichen Bücher über islamisch geprägte Länder, Südosteuropa und den östlichen Mittelmeerraum bekannt geworden ist.

## Leben und Werk
Der Sohn eines Gutsbesitzers besuchte die Kadettenanstalt in Marburg an der Drau (h. Maribor) und ab 1861 die Theresianische Militärakademie in Wiener Neustadt. 1865 trat Schweiger-Lerchenfeld in die Armee ein, nahm am Feldzug 1866 in Italien und dort an der Schlacht bei Custozza teil.
Im April 1870 wurde in Laibach sein erstes Theaterstück Blaues Blut aufgeführt, und im November 1870 erschien seine erste – soweit bekannt – Veröffentlichung in einer Zeitschrift. Im folgenden Jahr nahm Schweiger-Lerchenfeld seinen Abschied vom Militär, um sich von nun ganz der Schriftstellerei und ausgedehnten Reisen zu widmen. Seine Reisetätigkeit führte ihn zuerst nach Südtirol (1871) und Italien, dann im Jahr 1873 in die Europäische Türkei, nach Konstantinopel und Kleinasien, schließlich 1875 nach Griechenland. Er ging 1875 als Korrespondent auch nach Süddalmatien und berichtete darüber in verschiedenen Zeitschriften. Im Mai desselben Jahres gründete er selbst "eine neue illustrierte belletristische Zeitschrift" mit dem Titel Auf der Station, die er auch herausgab. Sie war, erfahren wir in einer Abonnement-Werbung, ausgerichtet "mit der Tendenz, durch gewählte Unterhaltungslectüre, picante Causerie und feuilletonistische Mittheilungen aus aller Herren Länder, namentlich demjenigen Theile des Publicums zu genügen, der speciell an dem internationalen Verkehrsleben participirt", aber sie kam wohl über zwei veröffentlichte Nummern (Mai und Juni) nicht hinaus. Ob das 3. Heft, das eine "General-Fahrordnung der Oesterreichischen Eisenbahnen" enthalten sollte, noch erschien, ist unklar.
Im Jahr 1876 verabschiedete sich Schweiger-Lerchenfeld vom Feld der Belletristik und fasste seine Karriere als Reiseschriftsteller und Auslandskorrespondent mit neuer Entschlossenheit ins Auge. Die seit 1875 schwelende und im Jahr 1876 offen aufflammende "Orientalische Frage" richtete die Aufmerksamkeit des deutschsprachigen Lesepublikums auf den Balkan, und das veranlasste Schweiger-Lerchenfeld, das Material seiner früheren Reisen in Buchform aufzuarbeiten. Schon Anfang des Jahres 1876 erschien deshalb sein Buch Unter dem Halbmonde. Ein Bild des ottomanischen Reiches und seiner Völker. Nach eigener Anschauung und Erfahrung geschildert, das seinem Namen einige Bekanntheit verschaffte; auch wurde er am 22. Februar 1876 als neues ordentliches Mitglied in die Kais. Königl. geographische Gesellschaft in Wien aufgenommen. Später im selben Jahr finden wir Schweiger-Lerchenfeld als Korrespondenten für die Augsburger Allgemeine Zeitung und andere Zeitungen (insbesondere die Wiener Neue Illustrirte Zeitung) im heutigen Bulgarien und in Südrussland. Den Russisch-Osmanischen Krieg von 1877–1878 verfolgte er allerdings nicht vor Ort, sondern aus der Ferne. So sammelte er die täglich eingehenden Nachrichten und redigierte monatliche Nachrichtenblöcke unter dem Titel "Vom Orientalischen Krieg" in der Leipziger Illustrirten Zeitung.

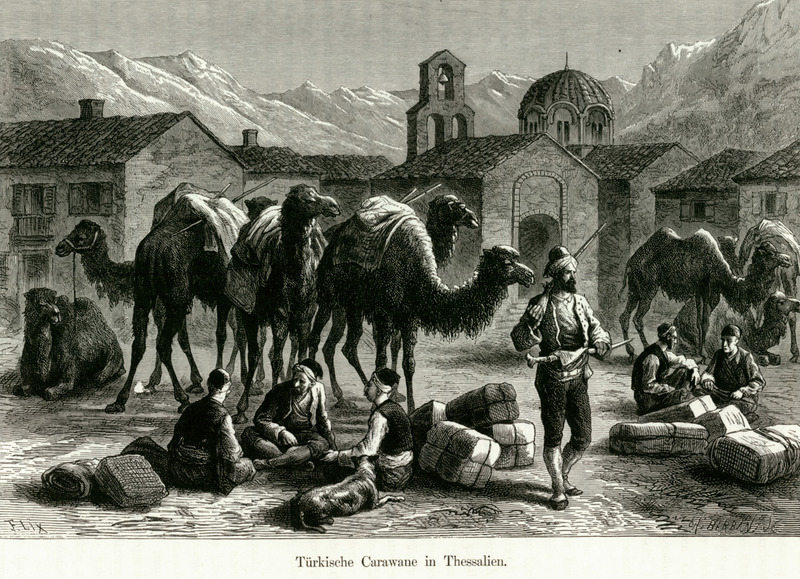
Türkische Carawane in Thessalien (A. v. Schweiger-Lerchenfeld, 1887)

1880–1882 bereiste Schweiger-Lerchenfeld die Adriagebiete und erneut Griechenland. Zu diesem Zeitpunkt war er bereits ein etablierter Journalist und Redakteur. Nach seiner Tätigkeit als Redakteur bei der bekannten Zeitschrift Über Land und Meer (1886–1888) gründete er 1889 die Zeitschrift Der Stein der Weisen (eine "Illustrirte Halbmonats-Schrift für Haus und Familie") und arbeitete bis zu seinem Tod als Redakteur; Der Stein der Weisen erschien in Wien im Verlag A. Hartlebens, der auch so gut wie alle Bücher Schweiger-Lerchenfelds veröffentlichte.
Ein besonderes Interesse Schweiger Lerchenfelds galt der Technik- und Kommunikationsgeschichte seiner Zeit, namentlich dem Eisenbahnbau und dem Postwesen. Er versuchte sich auch an Theaterstücken und literarischen Themen, doch sollte er damit nicht denselben Erfolg haben wie mit seinen zahlreichen Reisebüchern und landes- oder kulturgeschichtlichen Schriften. Außerdem fertigte er "Original-Skizzen" (für Lithographien) und Zeichnungen an, die seine eigenen Reiseerlebnisse oder auch belletristische Beiträge anderer Autoren illustrierten.
Amand von Schweiger-Lerchenfeld starb 1910 in Wien.

## Schriften

### Monografien

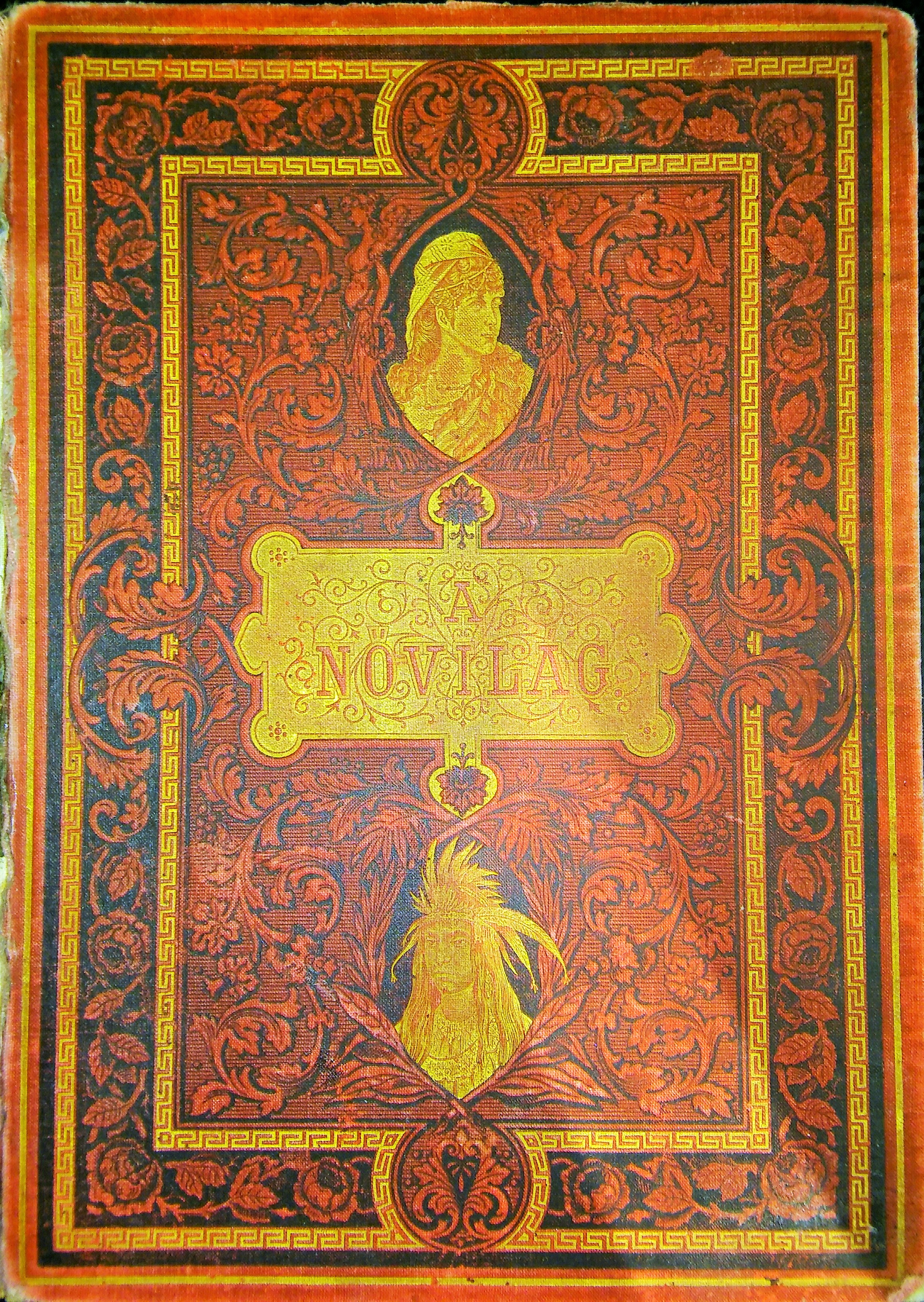
Das Frauenleben der Erde. Ungarische Übersetzung 1882 von György Brankovics (Cover)

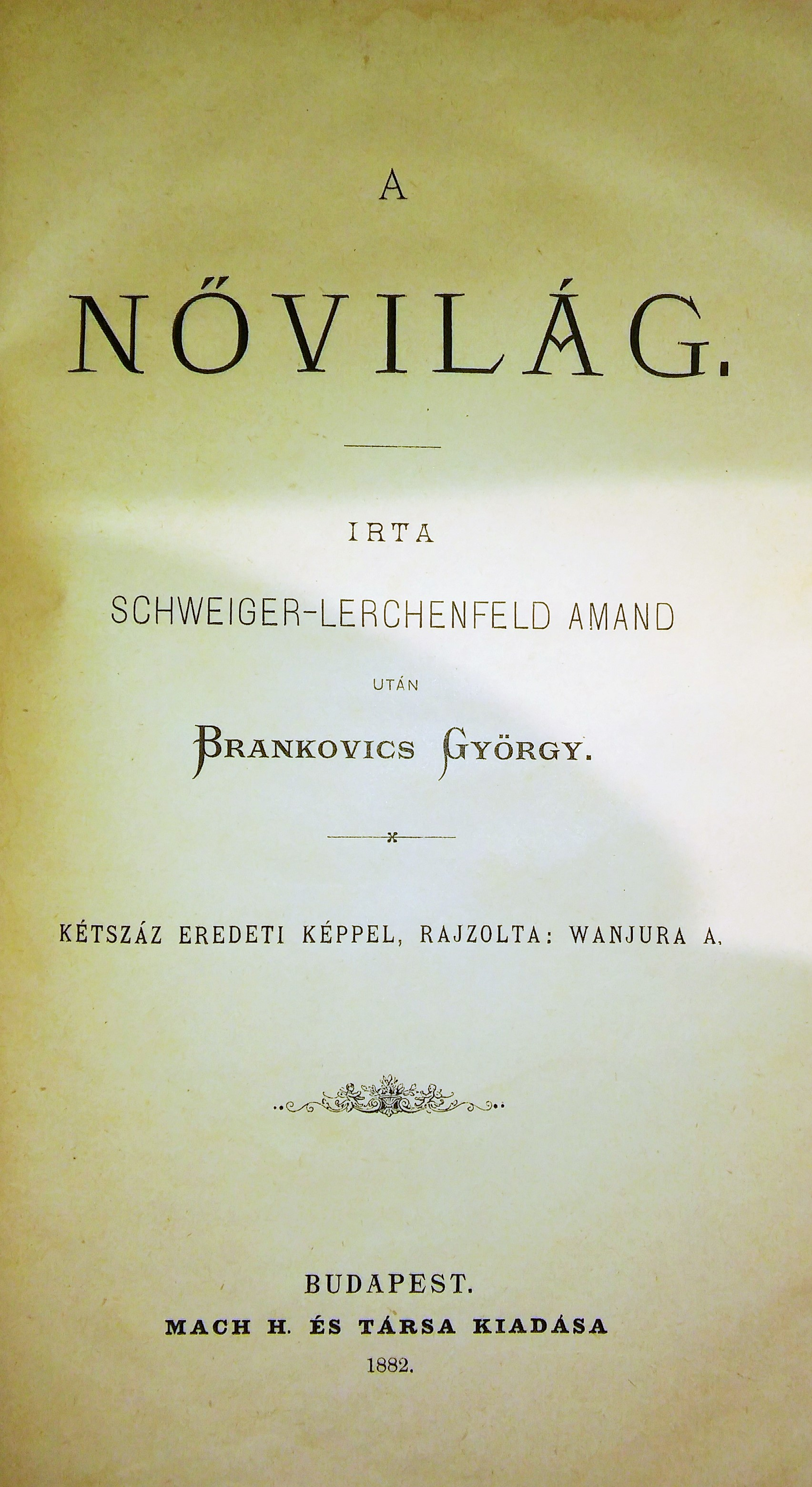
Das Frauenleben der Erde. Ungarische Übersetzung 1882 von György Brankovics (Titelseite)

- 1875ː Die grossen internationalen Transit-Schienenwege nach Vorder- und Zentral-Asien. Ein Beitrag zu den Perspektiven des Welthandels der Zukunft. Wienː Lehmann & Wentzel
- 1876ː Unter dem Halbmonde. Ein Bild des ottomanischen Reiches und seiner Völker. Nach eigener Anschauung und Erfahrung geschildert. Jenaː Hermann Constenoble (Google)
- 1878ː Armenien. Ein Bild seiner Natur und seiner Bewohner. Im Anhangeː Anatolische Fragmente. Mit einem Vorwort von Friedrich von Hellwald. Jenaː Hermann Costenoble (Digitalisat und Volltext im Deutschen Textarchiv) (Google)
- 1878ː Bosnien, das Land und seine Bewohner. Geschichtlich, geographisch, ethnographisch und social-politisch. Wienː L.C. Zamarski
- 1879ː Bosnien in Bild und Wort. Zwanzig Federzeichnungen von J. J. Kirchner mit erklärendem Texte von A. v. Schweiger-Lerchenfeld. Wien – Pest – Leipzigː A. Hartleben
- 1879ː Zwischen Pontus und Adria. Skizzen von einer Tour um die Balkan-Halbinsel. Wien – Pest – Leipzigː A. Hartleben (UB Regensburg)
- 1879 (anonym)ː Serail und Hohe Pforte. Enthüllungen über die jüngsten Ereignisse in Stambul. Wien – Pest – Leipzigː A. Hartleben
- 1879. Arabische Landschaften. Wien
- 1881ː Das Frauenleben der Erde. Wien – Pest – Leipzigː A. Hartleben
- 1882ː Der Orient. Wien – Pest – Leipzigː A. Hartleben (SSG Vorderer Orient digital Halle/S.)
- 1882 (anonym)ː Die Orientreise des Kronprinzen Rudolf. Wien
- 1882. Griechenland in Wort und Bild. Leipzig. Nachdruck Essen 1992, ISBN 3-88851-158-5
- 1883ː Die Adria. Land- und Seefahrten im Bereiche des Adriatischen Meeres. Wien – Pest – Leipzigː A. Hartleben (UB Regensburg aus dem Bestand des Instituts für Ost- und Südosteuropaforschung)
- 1883ː Abbazia. Idylle von der Adria. Wien
- 1884ː Das eiserne Jahrhundert. Wien – Pest – Leipzigː A. Hartleben
- 1885ː Die Araber der Gegenwart und die Bewegung im Islam. Weimar
- 1885ː Im Kreislauf der Zeit. Wien
- 1885ː Von Ocean zu Ocean. Eine Schilderung des Weltmeeres und seines Lebens. Wien – Pest – Leipzigː A. Hartleben
- 1886ː Afrika. Der dunkle Erdtheil im Lichte unserer Zeit. Wien – Pest – Leipzigː A. Hartleben
- 1886ː Aus unsern Sommerfrischen. Wien
- 1886ː Zwischen Donau und Kaukasus. Wien
- 1887ː Griechenland in Wort und Bild. Eine Schilderung des hellenischen Konigreiches, Leipzigː Heinrich Schmidt & Carl Günther
- 1888ː Führer an den italienischen Alpenseen und an der Riviera. Wien
- 1889ː Die Erde in Karten und Bildern. Atlas und Textwerk. Wien
- 1890ː Führer durch Griechenland. Würzburg
- 1891ː Tauerngold. Eine Geschichte aus dem Knappenleben in den Hochalpen. Wien
- 1891–1892ː Das neue Buch der Natur. 2 Bände. Wien
- 1891–1895ː Unterwegs. 10 Bände. Wien
- 1892–1895ː Alpenglühen. Naturansichten und Wanderbilder. Stuttgart
- 1894ː Vom rollenden Flügelrad. Darstellung der Technik des heutigen Eisenbahnwesens. Wien – Pest – Leipzigː A. Hartleben
- 1895ː Die Donau als Völkerweg, Schiffahrtstraße und Reiseroute. Wien – Pest – Leipzigː A. Hartleben
- 1896ː Das Buch der Experimente. Wien
- 1897ː Atlas der Himmelskunde. Wien
- 1900ː Das neue Buch von der Weltpost. Geschichte, Organisation und Technik des Postwesens von den ältesten Zeiten bis auf die Gegenwart. Wien – Pest – Leipzigː A. Hartleben
- 1900ː Frauenreiz. Licht Und Schatten. Bilder Aus Dem Modernen Frauenleben. Leipzig
- 1900ː Im Lande der Cyklopen. Eine populäre Darstellung der Stahl- und Eisentechnik. Wienː A. Hartleben (Digitalisat und Volltext im Deutschen Textarchiv).
- 1901ː Das neue Buch von der Weltpost. 3 Teile. Wien
- 1907ː Kulturgeschichte. Werden und Vergehen im Völkerleben. 2 Bände. Wien – Leipzigː A. Hartleben

### Übersetzungen
- 1883ː Edmondo de Amicisː Marokko. Nach dem Italienischen frei bearbeitet. Wien – Pest – Leipzigː A. Hartleben

### Theaterstücke
- 1870ː Blaues Blut (Text nicht veröffentlicht)
- 1897ː Isabel de Solis. Trauerspiel in 5 Aufzügen. Wienː Selbstverlag des Verfassers

### Aufsätze, Essays, Erzählungen
- 1870ː "Ein „Novellist im Pelz“". Inː Oesterreichisch-ungarische Wehr-Zeitung „Der Kamerad“ (Wien), Nr. 184 (11. November 1870), S. 1–4, 9 f. (nicht pag.)
- 1871ː "Alpenröslein. Skizze". Inː Laibacher Tagblatt (Ljubljana), Nr. 188 (18. August 1871), S. 1 f. (nicht pag.); Nr. 189, S. 1–3; Nr. 190, S. 1 f. (geschrieben in Südtirol im Juni 1871)
- 1871ː "Im Damen-Coupé. Eine Erinnerung". Inː Oesterreichisch-ungarische Wehr-Zeitung „Der Kamerad“ (Wien), Nr. 116 (6. Oktober 1871), S. 1–3
- 1871ː "Mattǃ Skizze". Inː Laibacher Tagblatt (Ljubljana), Nr. 246 (26. Oktober 1871), S. 1–3 (nicht pag.)
- 1871ː "Un coup diplomatique". Inː Laibacher Tagblatt (Ljubljana), Nr. 248 (28. Oktober 1871), S. 1–3 (nicht pag.)
- 1871ː "Gideon Kassarovic. Ein Roman aus den dalmatinischen Bergen". Inː Oesterreichisch-ungarische Wehr-Zeitung „Der Kamerad“ (Wien), Nr. 134 (17. November 1871), S. 1–3
- 1872ː "Seit Queretaro. Skizze". Inː Oesterreichisch-ungarische Wehr-Zeitung „Der Kamerad“ (Wien), Nr. 33 (17. März 1872), S. 1–5
- 1872ː "Die Bluträcher. Eine Episode aus der französischen Zwischenherrschaft in Dalmatien". Inː Gartenlaube der Gemeinde-Zeitung (Wien), Nr. 208 (16. Oktober 1872), S. 3 f. (nicht pag.); I. Beilage zur „Gemeinde-Zeitung“, Sonntag-Ausgabe Nr. 242, S.  1 f. (nicht pag.);  Gartenlaube der Gemeinde-Zeitung (Wien), Nr. 214, S. 3 (nicht pag.)
- 1874ː "Eine historische und topographische Untersuchung über die Lage der Schlachtfelder bei Gaugamela und Arbela". Inː Oesterreichisch-ungarische militärische Blätter, Band II, Heft 5 (1874)
- 1875ː "Türkische Forts und Festungen". Inː Oesterreichisch-ungarische militärische Blätter, Band II, Heft 5 (1875)
- 1875ː "Eisblumen. Skizze". Inː Auf der Station (Wien), 1. Heft (Mai 1875)
- 1875ː "Hero und Leander. Novelle". Inː Auf der Station (Wien), 2. Heft (Juni 1875)
- 1876ː "Der Bergfalke. Ein Culturbild aus der Herzegowina". Inː Neue Illustrirte Zeitung (Wien), Nr. 27 (2. Juli 1876), S. 443–446
- 1876ː "Türkische Gräuel in Bulgarien". Inː Neue Illustrirte Zeitung (Wien), Nr. 37 (10. September 1876), S. 589 f.
- 1876ː "In der Moschee-Vorhalle zu Samarkand". Inː Neue Illustrirte Zeitung (Wien), Nr. 42 (15. Oktober 1876), S. 670
- 1876ː "Ilitza. Eine Erinnerung aus der Herzegowina". Inː Neue Illustrirte Zeitung (Wien), Nr. 47 (19. November 1876), S. 739–741
- 1876ː "Winterreisen im Orient. I.". Inː Neue Illustrirte Zeitung (Wien), Nr. 51 (17. Dezember 1876), S. 801–803
- 1878ː "Erläuterungen zu der Cultur-Karte von Klein-Asien". Inː Mittheilungen der kais. und köngl. geographischen Gesellschaft in Wien, Band NF XI (Wien 1878), S. 257–269